# Stegeborgs län

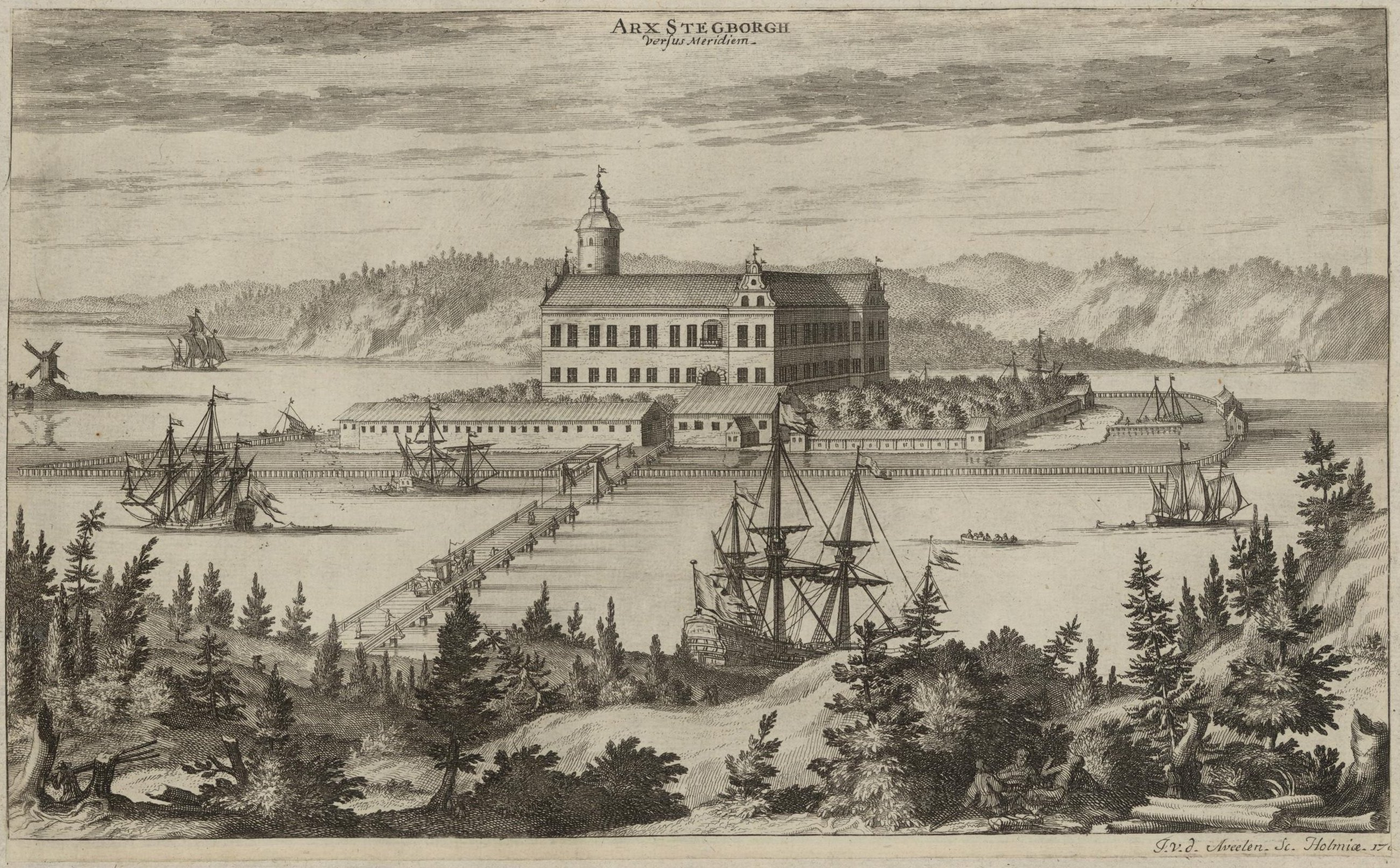
Stegeborg omkring 1700

Stegeborgs län var ett slottslän i landskapet Östergötland. Det fanns sedan tiden då Sverige ingick i Kalmarunionen på 1300-talet. Länets administrativa centrum  var Stegeborg. 

## Historik
Länet omfattade  före slutet av 1400-talet Björkekinds, Hammarkinds, Skärkinds, Bankekinds, Hanekindkinds och Valkebo härad. Av dessa övergick  Bankekind, Hanekind och Valkebo och Skärkind till Linköpings län när den bilades på 1470-talet, dock återgick Skärkind 1529 till Stegeborgs län. Tillkom till detta län gjorde Åkerbo, Lösing och Bråbo härad när Ringstaholms län upphörde på 1470-talet. Dessutom tillfördes Östkinds härad. 1551 delades länet upp i flera fögderier: ett för slottet (som efter 1598 även omfattade Hammarkind, Björkekind Östkind), ett för Hammarkind (1551-1587, 1596-1598), ett för Björkekind och Östkind (även tidvis med Lösing och Bråbo), ett för Lösing (1541-1561, 1627-1629), ett för Bråbo (1550-1590), ett för gården/slottet Bråborg inom Lösings härad som kallades Bråborgs län, ett för Memming, Skärkind och Åkerbo (tidivs uppbrutet, Skärkind 1562-1572, Åkerbo 1549-1560, 1479-1597), ett för Gullberg (från 1550, före dessa Memmings).
Efter länsreformen 1634 ingick området i Östergötlands län.

## Ståthållare/hövitsmän/befälhavare/slottsfogde
- 1434-1436 Knut Bosson (Natt och Dag)
- 1439-1450 Erengisle Nilsson d.y.
- 1445-1451 Eskil Isaksson (Banér)
- 1450–1459 Erik Nipertz
- 1459–1463 Erengisle Nilsson d.y.
- 1467 Erik Nilsson (Oxenstierna)
- 1467–1487 Ivar Axelsson (Tott)
- 1487–1492 Gregers Matsson (Lillie)
- 1493–1494 Arvid Trolle
- 1494 Nils Sture
- 1495–1499 Erik Turesson (Bielke)
- 1499–1506 Svante Nilsson (Sture)
- 1506–1512 Trotte Månsson (Eka)
- 1513-1517 Holger Karlsson (Gera)
- 1517-1520 Erik Bengtsson Ryning
- 1521 Berend von Melen
- 1521-1523 Arvid Gustafsson Västgöte
- 1537-1539 Svante Sture den yngre
- 1574-1576 Johan Axelsson Bielke
- 1589- Palne Eriksson Rosenstråle i slottloven
- 1601-1605 Johan Gabrielsson Oxenstierna befallningaman över Östergötland
- 1607-1610 Erik Ribbing guvernör över Östergötland under hertig Johans utlandsresa
- 1621-1627 Lindorm Ribbing